# Rafael Dalmau (Editor)
Rafael Dalmau (Editor) és una empresa editorial fundada a Barcelona el 1959 per Rafael Dalmau i Ferreres amb la seva filla Maria del Carme Dalmau i Dalmau com a empresa familiar. L'editorial s'ha especialitzat en els àmbits de la història, la geografia i la cultura popular catalanes. El 1985 li fou concedida la Creu de Sant Jordi. El 2020 l'editorial va traslladar les seves oficines a Terrassa.
Actualment l'editorial té un fons editorial format per les col·leccions:
- Acoloreix la Història
- Al guió del temps (història i cultura recents)
- Atles Manual d'Història de Catalunya (3 volums)
- Atles dels comtats de la Catalunya Carolíngia
- Bofarull (estudis de l'època medieval i moderna)
- Camí ral (monografies locals)
- Col·lecció Nissaga (divulgació de temes històrics catalans)
- Els castells catalans (sis volums)
- Enciclopèdia de l'excursionisme (dos volums)
- Episodis de la història (divulgació històrica, 350 títols)[4]
- Evoluciona
- Exèrcits de Catalunya
- Flora de la Serra de Montsant
- Història militar de Catalunya (4 volums)
- Les herbes remeieres
- Món casteller (dos volums, 1981)
- Patrimoni industrial
- Quaderns Dalmau
- Templers i hospitalers (4 volums)
- Toc de Gralla
- Traç del Temps